# Козлов, Николай Евгеньевич
Николай Евгеньевич Козлов (род. 21 августа 1957, пос. Билимбай, Первоуральский горсовет, Свердловская область) — глава города Первоуральск с 31 октября 2013 года по 26 октября 2017 года.

## Биография
В 1975—1977 годах проходил срочную службу в рядах Советской Армии в Дальневосточном военном округе.
В 1982 году окончил дневное отделение Уральского лесотехнического института по специальности «инженер лесного хозяйства».
В 1994−1996 годах проходил обучение в Московском международном университете бизнеса и информационных технологий. С 1997 по 1999 год учился в Московском университете «Академия оценки». Окончил высшее учебное заведение по специальности «Оценка Бизнеса, недвижимости, машин и механизмов». Присвоена квалификация «Действительный член Российского Общества Оценщиков».
С 1983 по 1994 год работал на предприятиях лесного хозяйства и лесной промышленности. Прошёл путь от помощника лесничего, мастера, начальника производственно-технического отдела, главного инженера до директора предприятия. С 1999 по 2003 год работал директором общества с ограниченной ответственностью «Форвуд». С 2006 по 2012 год работал директором консалтинговой компании «ПРОМ — МК».
С 1996 по 1997 год работал заместителем начальника управления социального обслуживания населения муниципального образования город Первоуральск. С 2003 по 2005 год — председатель Территориальной избирательной комиссии со статусом юридического лица. Проводил выборы всех уровней власти. В 2012 году избран депутатом Первоуральской городской Думы. На первом заседании Думы избран председателем Первоуральской городской Думы.
31 октября 2013 года на заседании Первоуральской городской Думы Николай Евгеньевич Козлов избран Главой городского округа Первоуральск.
Являлся членом регионального политического Совета ВПП «Единая Россия» Свердловской области, секретарем Первоуральского местного отделения Всероссийской Политической партии «Единая Россия».
Офицер запаса.

### Семья
Женат. Двое детей. Увлекается подводной охотой.